# Sri Ugrasena
Sri Ugrasena var kung av Bali från 915 till 945. 
Han var medlem av den senare välkända Warmadewadynastin. Inskriptionerna från hans regeringstid sträcker sig från år 915 till 945 och ger en beskrivning av hans politiska handlingar. De beskriver hur han reglerar beskattningen och reder ut tvister kring dem samt utfärdar order i olika religiösa frågor.  